# Willys Eight
Der Willys Eight war ein US-amerikanischer PKW, den Willys-Overland in Toledo (Ohio), 1931 herausbrachte. Er war vom Willys Six abgeleitet.
Der Wagen hatte einen vorne längs eingebauten Achtzylinder-Reihenmotor mit 80 bhp (65 kW) Leistung. Dieser Motor wurde von Continental zugeliefert. Der Radstand des Fahrzeuges betrug 3048 mm und ihr Preis lag zwischen 995 US-$ und 1395 US-$.
Bis 1933 wurde der Eight in verschiedenen Versionen angeboten. In diesem Jahr geriet die Firma in Konkurs, die Fertigung lief aber weiter. Zusammen mit dem Willys-Knight und dem Willys Six wurde der Eight zugunsten des kleineren Willys 77 mit Vierzylindermotor eingestellt.

## Modelle Jahr für Jahr

### Modelljahr 1931
Der Eight erschien in zwei unterschiedlichen Ausführungen: Von der Serie 8-80D gab es ein Victoria-Coupé und eine Limousine, beide in Normal- und Luxusausführung. Dazu kam eine um noch einmal 200 US-$ teurere Custom-Ausführung der Limousine. Die Serie 8-80 hatte ebenfalls ein Coupé und eine Limousine zu bieten, von denen es auch eine Normal- und eine Luxusausführung gab. Diese besser ausgestatteten Modelle waren 250 bis 300 US-$ teurer als die entsprechenden 8-80D-Modelle.

### Modelljahr 1932
Nachfolger des 8-80D und 8-80 war die Serie 8-88. Wie die entsprechende Modellreihe des Willys Six bekam diese Modellreihe den Beinamen „Silver Streak“ Der Radstand wuchs um 1’’ auf 3073 mm. Die Preise fielen auf 730 US-$ bis 1030 US-$; angeboten wurden ein Roadster, ein Sport-Roadster, 3 Coupés (2 Sitze, 4 Sitze und Victoria) und 3 Limousinen (Standard, Sport, Custom). 

### Modelljahr 1933
Die Serie 8-88A übernahm Radstand und Mechanik vom Vorgängermodell, hatte aber neue stromlinienförmige Karosserien zu bieten: Kühlergrill und Windschutzscheibe waren nach hinten geneigt, die Scheinwerfer hatten spitz nach hinten zulaufende Gehäuse und die Reserveräder waren von den Fahrzeugseiten verschwunden. Es gab ein Coupé und eine Limousine, jeweils in Normal- und Customausführung. Die Preise lagen bei 955 US-$ bis 1155 US-$.